# Constellation Records
Constellation Records es un sello discográfico independiente ubicado en Montreal, Quebec, conocido por sus contribuciones a los géneros musicales experimentales. Fundado en 1997 por Ian Ilavsky y Don Wilkie, es reconocido por publicar los álbumes de Godspeed You! Black Emperor, Thee Silver Mt. Zion Memorial Orchestra y Do Make Say Think.

## Bandas
| - 1-Speed Bike - Black Ox Orkestar - Carla Bozulich - Clues - Colin Stetson - The Dead Science - Do Make Say Think - Efrim Menuck - Elfin Saddle - Elizabeth Anka Vajagic - Eric Chenaux - Esmerine - Exhaust - Feu Thérèse - Fly Pan Am - Frankie Sparo - Glissandro 70 | - Godspeed You! Black Emperor - Hangedup - HṚṢṬA - Land of Kush - Lullabye Arkestra - Matana Roberts - Ought - Pat Jordache - Polmo Polpo aka Sandro Perri - Re: - Sackville - Saltland - Siskiyou - Sofa - Thee Silver Mt. Zion Memorial Orchestra - Tindersticks - Vic Chesnutt |